# Riskfri ränta
Riskfri ränta är den avkastning man kan erhålla utan att ta någon risk under en given tidsperiod. Den riskfria räntan är en av grundstenarna för de modeller som värderar olika finansiella instrument, men förblir ett teoretiskt koncept, eftersom det i praktiken inte existerar några riskfria investeringar.
Innan finanskrisen 2007-2008 ansågs lån till suveräna stater vara i praktiken riskfria, så en approximation för den riskfria räntan kunde baseras på en statsskuldväxel eller på en statsobligation med samma löptid som tidsperioden i fråga. En annan vanlig källa för att få en komplett bild av läget på den riskfria räntan för olika löptider var LIBOR, London Inter-Bank Offered Rate, vilkat är ett medelvärde av den ränta som olika London-baserade banker påstår att de kräver av varandra. Efter finanskrisen räknas få stater som riskfria, och efter avslöjanden om att LIBOR-räntorna blivit manipulerade av vissa banker har OIS-räntor, Overnight Indexed Swap, istället tagit över som den minst dåliga av de approximationer av riskfri ränta som man kan finna på finansmarknaden. 